# Snowboard nos Jogos Olímpicos de Inverno de 1998 - Slalom gigante feminino
A competição do slalom gigante feminino do snowboard nos Jogos Olímpicos de Inverno de 1998 ocorreu no dia 9 de fevereiro de 1998 na Mt. Yakebitai, em Yamanouchi.

## Medalhistas
| Ouro   | FRA Karine Ruby   |
| Prata  | GER Heidi Renoth  |
| Bronze | AUT Brigitte Köck |

## Resultados
| Pos.              | Atleta                        | 1ª descida | 2ª descida | Tempo total |
| ----------------- | ----------------------------- | ---------- | ---------- | ----------- |
| Medalha de ouro   | FRA Karine Ruby               | 1:09.33    | 1:08.01    | 2:17.34     |
| Medalha de prata  | GER Heidi Renoth              | 1:11.92    | 1:07.25    | 2:19.17     |
| Medalha de bronze | AUT Brigitte Köck             | 1:13.01    | 1:06.41    | 2:19.42     |
| 4                 | ITA Lidia Trettel             | 1:11.68    | 1:08.03    | 2:19.71     |
| 5                 | AUT Ursula Fingerlos          | 1:12.37    | 1:07.99    | 2:20.36     |
| 6                 | ITA Marion Posch              | 1:13.32    | 1:08.02    | 2:21.34     |
| 7                 | ITA Dagi Mair unter der Eggen | 1:13.35    | 1:09.07    | 2:22.42     |
| 8                 | AUT Isabel Zedlacher          | 1:11.89    | 1:11.03    | 2:22.92     |
| 9                 | GER Sandra Farmand            | 1:14.39    | 1:08.71    | 2:23.10     |
| 10                | SWE Marie Birkl               | 1:15.99    | 1:07.92    | 2:23.91     |
| 11                | SUI Cécile Plancherel         | 1:15.84    | 1:08.23    | 2:24.07     |
| 12                | USA Sondra Van Ert            | 1:17.89    | 1:08.67    | 2:26.56     |
| 13                | ITA Margherita Parini         | 1:21.42    | 1:06.15    | 2:27.57     |
| 14                | AUT Heidi Jaufenthaler        | 1:18.43    | 1:09.51    | 2:27.94     |
| 15                | JPN Shinobu Ueshima           | 1:16.88    | 1:11.17    | 2:28.05     |
| 16                | FRA Charlotte Bernard         | 1:14.43    | 1:14.30    | 2:28.73     |
| 17                | FRA Nathalie Desmares         | 1:21.43    | 1:08.42    | 2:29.85     |
| 18                | SUI Renata Keller             | 1:19.48    | 1:12.32    | 2:31.80     |
| 19                | POL Małgorzata Rosiak         | 1:19.41    | 1:22.16    | 2:41.57     |
| 20                | BUL Mariya Dimova             | 1:23.31    | 1:19.53    | 2:42.84     |
| 21                | GRE Marousa Pappou            | 1:33.55    | 1:22.98    | 2:56.53     |
| —                 | FRA Isabelle Blanc            | 1:11.28    | DQ         | —           |
| —                 | SLO Polona Zupan              | 1:16.90    | DNF        | —           |
| —                 | SUI Steffi von Siebenthal     | 1:21.93    | —          | —           |
| —                 | GER Burgl Heckmair            | DNF        | —          | —           |
| —                 | POL Jagna Marczułajtis        | DNF        | —          | —           |
| —                 | SVK Jana Šedová               | DNF        | —          | —           |
| —                 | USA Lisa Kosglow              | DNF        | —          | —           |
| —                 | NZL Pamela Bell               | DNF        | —          | —           |
| —                 | USA Rosey Fletcher            | DNF        | —          | —           |
| —                 | USA Betsy Shaw                | DQ         | —          | —           |

Legenda
| Recorde mundial      | Recorde mundial (World record)               |                       | Recorde africano                      | Recorde africano (African) |                                           | Q | Classificado por posição (Qualified) |
| Recorde olímpico     | Recorde olímpico (Olympic record)            | Recorde da América    | Recorde da América (Americas)         | q                          | Classificado por melhor tempo (Qualified) |   |                                      |
| Melhor marca do ano  | Melhor marca do ano (World leading)          | Recorde asiático      | Recorde asiático (Asian)              | DNS                        | Não largou (Did not start)                |   |                                      |
| Recorde nacional     | Recorde nacional (National record)           | Recorde europeu       | Recorde europeu (European)            | DNF                        | Não terminou (Did not finish)             |   |                                      |
| Recorde pessoal      | Recorde pessoal do atleta (Personal best)    | Recorde da Oceania    | Recorde da Oceania (Oceania)          | DSQ / DQ                   | Desclassificado (Disqualified)            |   |                                      |
| Recorde da temporada | Recorde da temporada do atleta (Season best) | Recorde sul-americano | Recorde sul-americano (South America) | NM                         | Sem marca (No mark)                       |   |                                      |